# Fernando Restoy
Fernando Restoy Lozano (Madrid, 4 de septiembre de 1961) es un economista español que desempeña la función de presidente del Financial Stability Institute desde el 1 de enero de 2017. Fue vicepresidente de la CNMV de 2008 a 2012 y subgobernador del Banco de España de 2012 a 2016, nombrado a la vez que Luis María Linde. En su condición de subgobernador fue también presidente del FROB hasta 2015, siendo sustituido por Jaime Ponce.

## Biografía
Se licenció en Ciencias Económicas y Empresariales por la Universidad Complutense de Madrid en 1984, obteniendo el premio extraordinario de su promoción. En 1988 termina el Master en Econometría y Economía Matemática por la London School of Economics, con una calificación de mark of distinction. Obtuvo su máster y doctorado en Economía por la Universidad de Harvard (1991).
Su andadura en el Banco de España comenzó en 1991 como economista titulado del Servicio de Estudios. En 1998 es nombrado economista jefe de la Unidad de Estudios Financieros, perteneciente al Departamento de Estudios Monetarios y Financieros del Servicio de Estudios. Durante este período compaginó su labor en el BdE con actividades docentes tanto en la Universidad Complutense de Madrid como en la Universidad Carlos III de Madrid. En 2001 es nombrado director del mencionado Departamento, cargo que ocupó hasta 2007. En 2003, el Boletín Económico del Banco de España contenía un artículo firmado por él (junto con Juan Ayuso, Jorge Martínez y Luis A. Maza) titulado El precio de la vivienda en España que concluía que había una sobrevaloración del precio de la vivienda de entre un 8 y un 20% (según el enfoque y modelo utilizados). Posteriormente, en 2006, en un nuevo estudio junto con Juan Ayuso llegaba a la conclusión de que dicha sobrevaloración se debía a la corrección de la infravaloración de la década de 1990, a la rigidez en el mercado inmobiliario a la hora de corregir precios y, finalmente, establecía que «la evidencia disponible no sustenta la hipótesis de que el auge reciente del mercado se deba a comportamientos especulativos generalizados o al tratamiento fiscal favorable de la vivienda en propiedad».
El 16 de julio de 2007 fue nombrado consejero de la Comisión Nacional del Mercado de Valores (CNMV) y el 1 de enero de 2008 presidente del CERSR-Fin (Grupo de información del Comité Europeo de Reguladores de Valores-CESR). El Consejo de Ministros le nombró vicepresidente de la CNMV el 6 de octubre de 2008, tras la dimisión de Carlos Arenillas. El 18 de junio de 2012 regresó al Banco de España como subgobernador.
En su calidad de subgobernador ostentó la presidencia de la Comisión Rectora del Fondo de Reestructuración Ordenada Bancaria (FROB), desde su creación con la firma del Memorando de Entendimiento de España, cumpliendo un papel relevante en el «rescate bancario». Fue sustituido en julio de 2015 por Jaime Ponce.
El 1 de enero de 2017 tomó posesión como presidente del Financial Stability Institute del Banco de Pagos Internacionales (BPI), sustituyendo a Josef Tošovský, que ocupaba el cargo desde 2000. 
El 13 de febrero fue imputado, junto con otras siete personas más, por la Audiencia Nacional presidida Fernando Andreu por su participación en la salida a bolsa de Bankia. En mayo de 2017 el caso fue sobreseído y archivado para Restoy y los cargos del Banco de España y la CNMV sin llegar a abrir juicio oral.

## Publicaciones (selección)
- Restoy, F.; Weil, P. (1993). «Approximate Equilibrium Asset Prices». Review of Finance 15 (1): 1-28. ISSN 1572-3097. doi:10.1093/rof/rfq015.
- Restoy, Fernando; Rockinger, G. Michael (1994). «On Stock Market Returns and Returns on Investment». The Journal of Finance 49 (2): 543-556. ISSN 0022-1082. doi:10.1111/j.1540-6261.1994.tb05151.x.
- Ayuso, Juan; Restoy, Fernando (2006). «House prices and rents: An equilibrium asset pricing approach». Journal of Empirical Finance 13 (3): 371-388. ISSN 0927-5398. doi:10.1016/j.jempfin.2005.10.004.